# 楢葉町立楢葉小学校
楢葉町立楢葉小学校（ならはちょうりつならはしょうがっこう）は、福島県双葉郡楢葉町大字下小塙にある公立小学校である。

## 概要
2022年現在、楢葉町唯一の小学校である。

## 沿革
- 本校は、2022年4月に楢葉町立楢葉北小学校と楢葉町立楢葉南小学校との統合により開校した。

### 年表
- 2022年（令和4年）
  - 4月1日 - 開校。
  - 4月5日 - 開校式挙行。
  - 4月6日 - 第1回入学式挙行。最初の新入生は28名。同日、着任式と最初の始業式も挙行。
  - 5月 - グラウンド整備工事が完成[2]。
  - 6月4日 - 第1回運動会開催。
- 2023年（令和5年）3月23日 - 第1回卒業証書授与式挙行。同日、最初の修了式も挙行。

## 校歌
- 作詞:大貫妙子・平松利枝子
- 作曲:大貫妙子

## 学校周辺
- 下小塙地区集会所
- 楢葉町公民館分館
- 福島県道244号山田岡上郡山線
- JR常磐線
- 国道6号線
- （社）南双広域シルバー人材センター楢葉支所

## アクセス
- 常磐自動車道広野ICから、国道6号線を北上して、車で約10分。
- JR常磐線木戸駅から、
  - 国道6号「月山寺後」交差点付近を経由する最短ルートを移動した場合、徒歩約1.25km・約19分。
  - 県道244号を経由するルートを移動した場合、徒歩約1.3km弱・約19分。
- なお、学校付近には、コミュニティバスを含む路線バスは通っていない。